# 1912 en chimie
Cet article présente les faits marquants de l'année 1912 en chimie.

## Évènements

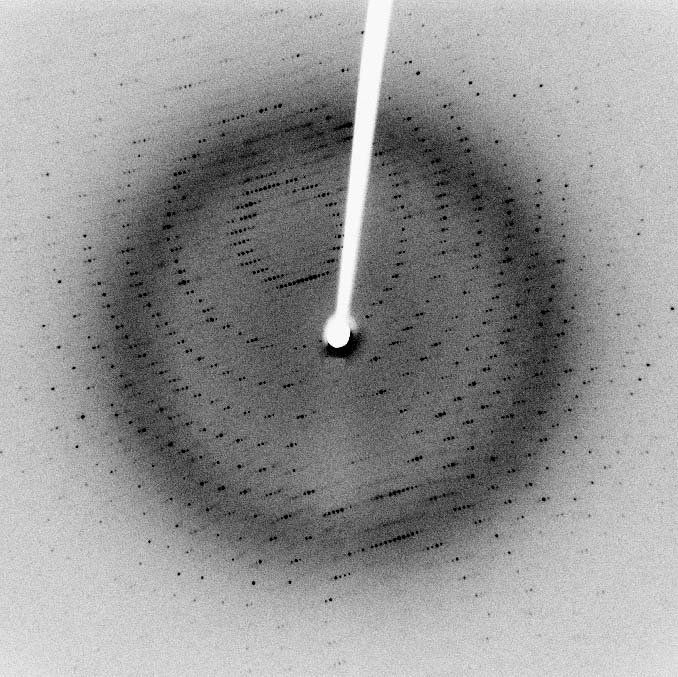
Cliché de diffraction de la protéase virale 3CLpro cristallisée

- Le chimiste américain Wilbur Scoville invente une méthode pour comparer le degré de piquant des piments[1].
- William Henry Bragg et William Lawrence Bragg proposent la loi de Bragg et créent la discipline de la diffractométrie de rayons X, un outil important dans la détermination des structures cristallines de substances[2].
- Le chimiste allemand Fritz Klatte découvre les principes de la fabrication industrielle du PVC[3].
- Peter Debye développe le concept de dipôle moléculaire pour décrire des distributions de charge asymétriques dans certaines molécules[4].
- Le réarrangement de Wolff est décrit pour la première fois par Ludwig Wolff[5].
- 24 décembre : le laboratoire pharmaceutique Merck dépose des demandes de brevet pour la synthèse du MDMA, une amphétamine développée par le chimiste Anton Köllisch[6].

## Prix
- Prix Nobel de Chimie : 
  - Victor Grignard pour sa découverte du réactif de Grignard[7],[8].
  - Paul Sabatier pour ses méthodes d'hydrogénation de composés organiques en présence de métaux finement divisés[7],[8].
- Médaille Davy : Otto Wallach sur la base de ses recherches sur la chimie des huiles essentielles, et des cyclo-oléfines[9],[10].
- Médaille Lavoisier de la Société chimique de France : Victor Grignard[11],[12]
- Médaille William-H.-Nichols : Charles James (en)[13]

## Naissances
- 21 janvier : Konrad Bloch (mort en 2000), biochimiste allemand.
- 19 avril : Glenn Theodore Seaborg (mort en 1999), physicien atomiste américain, prix Nobel de chimie en 1951.
- 22 mai : Herbert C. Brown (mort en 2004), chimiste américain, prix Nobel de chimie en 1979.
- 30 mai : Julius Axelrod (mort en 2004), biochimiste américain, prix Nobel de physiologie ou médecine en 1970.
- 17 juin : André Bernanose (mort en 2002), physicien, chimiste et pharmacologue français.
- 8 août : Jacques Bergier (mort en 1978), ingénieur, chimiste, alchimiste, espion, journaliste et écrivain de nationalité française et polonaise.
- 2 novembre : Bertrand Goldschmidt (mort en 2002), chimiste français.
- 23 décembre : Anna J. Harrison ( morte en 1998), chimiste organique américaine.

## Décès
- 2 février : Emil Wohlwill (né en 1835), chimiste et historien des sciences allemand.
- 28 mai : Paul-Émile Lecoq de Boisbaudran (né en 1838), chimiste français.